# پیز اسپالدا
کوه پیز اسپالدا (به انگلیسی Piz Spadla) با ارتفاع ۲۹۱۲ متر در ایالت گراوبوندن سوئیس واقع شده است. این کوه بخشی از رشته کوه سیلورتا (آلپ سوئیس) می‌باشد.